# Аеропорти Гонконгу
Список аеропортів, аеродромів та вертодромів на территорії Гонконгу.
Гонког перетворився в великий міжнародний транспортний хаб невдовзі після приєднання до Британської імперії в 1841 році.
В даний час Міжнародний аеропорт Гонконгу Чхеклапкок є одним із найбільших пасажирських та вантажних авіаційних хабів в Азіатсько-Тихоокеанському регіоні. У Гонконгу є кілька аеродромів та вертодромів цивільного та військового призначення. У місті також є велика кількість вертольотних майданчиків.

## Аеропорти та аеродром
| Місцеположення     | ІКАО | ИАТА | Назва аеропорту |
| Діючі аеропорты    |      |      | |
| Чхеклапкок         | VHHH | HKG  | Чхеклапкок (англ. Hong Kong International Airport)                                                                         |
| Секкон             | VHSK |      | Аеродром Секкон китайських ВПС (англ. Shek Kong Airfield)                                                                  |
| Зачинені аеропорти |      |      | |
| Коулун             | VHHH | HKG  | Аэропорт Кайтак, старий Міжнародний аеропорт Гонконгу (англ. former Hong Kong International Airport) закритий 7 липня 1998 |
| Аеропорт Кайтак    | VHKT | HKG  | Військова база Кайтак британських ВПС англ. RAF Kai Tak (закритий)                                                         |
| Сатхінь            |      |      | Аэродром Сатхінь (англ. Sha Tin Airfield, RAF Shatin), закритий в 1970-х)                                                  |

## Вертодроми
| Місцерозташування  | ІКАО | Назва вертодрому                                          |
| Діючі вертодроми   |      |                                                           |
| Сенвань            | VHST | Вертодром Сенвань (англ. Shun Tak Heliport)               |
| Чхеклапкок         | VHHH | Чхеклапкок (англ. Hong Kong International Airport)        |
| Коулунський вокзал | VHHP | Вертодром Західний Коулун (англ. West Kowloon Heliport)   |
| Аеродром Секкон    | VHSK | Вертодром Секкон (англ. Shek Kong Air Field)              |
| Тамар              | VHSS | Центральний вертодром Тамар (англ. Tamar Central Heliport |
| Ванчай             |      | Вертодром Ванчай (англ. Wan Chai Heliport)                |

## Вертольотні майданчики
По данним уряду Гонконга у в місті є близько 170-ти майданчиків.